# Veľký bok
Veľký bok je výrazná tvarovaná hole v centrální části Kráľovohoľských Tater v nadmořské výšce 1727 m. Leží mimo hlavní hřeben a tvoří výraznou dominantu liptovské části pohoří.

## Přírodní podmínky
Svahy Veľkého boku jsou zalesněné, porost s pásem kosodřeviny a s výskytem limby dosahuje okraje rozsáhlé vrcholové plošiny. Hole se táhne z vrcholu na jih a jihovýchod a poskytuje tak daleké výhledy.

## Turistika
- vrcholem prochází  značená stezka ze Svarínu na Zadnou holi
- po  značce z Malužiné přes údolí Hodruša a Sedlo pod Veľkým bokom